# De grot (film)
De grot (Engelse titel: The Cave) is een Nederlandse film uit 2001 van Martin Koolhoven met in de hoofdrollen Fedja van Huêt, Gijs Scholten van Aschat, Porgy Franssen en Marcel Hensema.
Het scenario is gebaseerd op het gelijknamige boek van Tim Krabbé uit 1997. De grot werd geselecteerd voor het filmfestival van Montreal, alwaar de film zijn wereldpremière beleefde.

## Verhaal
Egon ontmoet Axel op veertienjarige leeftijd tijdens een zomerkamp in de Ardennen. Axel is een durfal die al snel de schuchtere Egon op sleeptouw neemt en een grote indruk op hem maakt.
In de loop van hun leven kruisen hun wegen zich steeds opnieuw. Egon kijkt nog altijd tegen Axel op en in stilte bewondert hij het opwindende leven van zijn vriend. Aan de andere kant wil hij liever niet betrokken raken bij de dubieuze praktijken van Axel. Toch blijkt Axel een goede vriend die altijd een zwak heeft gehouden voor Egon. Als Egon een carrière als geoloog heeft opgebouwd, ontbreekt hem het geld om zijn grote droom, meegaan op een grote geologische expeditie, waar te maken. Dan leest hij over Axels carrière in grote krantenkoppen en hij besluit zijn vriend om hulp te vragen. Axel zegt financiële hulp toe maar dan moet Egon een koffer met drugs naar Ratanak smokkelen. De vrouw aan wie hij de koffer moet afgeven blijkt net zo onervaren in het smokkelen als hijzelf. Ze gaan in een auto zitten en zoenen. Niet veel later worden ze overvallen en beiden raken dodelijk gewond.
In een flashback ziet de stervende Egon hoe hij als jongen in een grot met een meisje samen was en ze hun handen legden op een geologische breuklijn. Hij weet nu ook dat de stervende vrouw in zijn armen het meisje uit de grot is geweest.

## Rolverdeling
- Fedja van Huêt – Egon Wagter
- Marcel Hensema – Axel van de Graaf
- Kim Huffman – Marcie
- Jeroen Willems – Michiel Polak
- Saskia Temmink – Adrienne
- Porgy Franssen – Bremer
- Erik van der Horst – Jonge Egon
- Benja Bruijning – Jonge Axel
- Gijs Scholten van Aschat – Mijnsherenland
- Brendan Fletcher – Arthur
- Kelly Touwslager – Marjoke
- Stijn Westenend – Kees
- Nikkie Plessen – Vera
- Tim Krabbé – barman
- Gwen Eckhaus – moeder van Egon
- Frank Lammers – René
- Floris Drost – Sjoerd
- Chris Kuppens – winkeleigenaar
- Hrothgar Matthews – David
- Sandra Meinhardt – Carla
- Rosa de Rijke – Florrie
- Tim de Wit – Wim
- Rikkert van Dijck – kwade man
- Kirsten Prout  – Julie (onvermeld)

## Productie
De film werd opgenomen tussen 15 augustus en 24 december 2000 in Nederland (Café Hesp, Amsterdam, Amsterdam Zuid en Wibautstraat, Schiphol), België, Canada en Thailand. Door cultuurverschillen waren er de nodige problemen met de opnamen in Thailand. 
Aanvankelijk was het de bedoeling dat de Belgische regisseur Dominique Deruddere de regie zou voeren. Deruddere kon zich echter niet vinden in het scenario van Tim Krabbé en haakte af. Hij werd vervangen door Martin Koolhoven.
Voor de rollen van Axel en Egon deden onder andere Antonie Kamerling, Jacob Derwig, Cees Geel, Pierre Bokma, Roeland Fernhout, Daan Schuurmans, Daniël Boissevain, Roef Ragas, Theo Maassen en Viggo Waas auditie.

## Prijzen
- Gouden Kalf voor beste regie (2001).